# Caprisongs
Caprisongs è il primo mixtape della cantante britannica FKA twigs, pubblicato il 14 gennaio 2022 dalle etichette Young Turks e Atlantic Records.
Nel disco sono presenti le partecipazioni di artisti come Pa Salieu, The Weeknd, Shygirl, Dystopia, Rema, Daniel Caesar, Jorja Smith e Unknown T.

## Tracce
1. Ride the Dragon – 3:08 (testo: Pablo Dìaz-Reixa, Lewis Roberts, Mark Anthony Spears, Jeff Kleinman – musica: El Guincho, Koreless, FKA twigs, Sounwave, Jeff Kleinman)
2. Honda (feat. Pa Salieu) – 3:21 (testo: Pablo Dìaz-Reixa, Alastair O' Donnell, Pa Salieu Gauye, FKA twigs, Colin Towns, Felix Joseph – musica: El Guincho, AoD, Felix Joseph)
3. Meta Angel – 4:19 (testo: Pablo Dìaz-Reixa, Teo Halm, FKA twigs – musica: El Guincho, Teo Halm, FKA twigs, Koreless)
4. Tears in the Club (feat. The Weeknd) – 3:16 (testo: Henry Russell Walter, Alejandra Ghersi, Pablo Dìaz-Reixa, Alexandra Tamposi, Abel Tesfaye, FKA twigs – musica: Cirkut, Arca, El Guincho)
5. Oh My Love – 3:45 (testo: Pablo Dìaz-Reixa, JJ Scheff, Billy Walsh, FKA twigs – musica: El Guincho, JJ Scheff, rawsanches)
6. Pamplemousse – 1:38 (testo: Pablo Dìaz-Reixa, Teo Halm, FKA twigs – musica: El Guincho, Teo Halm, Koreless)
7. Caprisongs Interlude (feat. Solo) – 0:25 (testo: FKA twigs – musica: Jonny Leslie, FKA twigs)
8. Lightbeamers – 3:31
9. Papi Bones – 3:40
10. Which Way (feat. Dystopia) – 2:02
11. Jealousy (feat. Rema) – 2:39
12. Careless (feat. Daniel Caesar) – 3:36
13. Minds of Men – 3:24
14. Track Girl Interlude – 1:42
15. Darjeeling (feat. Jorja Smith e Unknown T) – 3:03
16. Christi Interlude – 1:04
17. Thank You Song – 3:28 (testo: Alejandra Ghersi, FKA twigs – musica: Arca)

## Classifiche
| Classifica (2022) | Posizione massima |
| ----------------- | ----------------- |
| Canada            | 48                |
| Nuova Zelanda     | 37                |
| Stati Uniti       | 91                |
| Svizzera          | 30                |